# Leopold Wilhelm von Edelsheim-Gyulai
Gyulai Edelsheim, avstrijski general, * 10. maj 1826, † 27. marec 1893.